# Čini Vojske Srbije
Čini Vojske Srbije.

## Kopenska vojska Srbije
Generali
| Čini            | General         | Generalpodpolkovnik                     | Generalmajor                | Brigadni general                  |  |
| --------------- | --------------- | --------------------------------------- | --------------------------- | --------------------------------- |  |
|                 |                 |                                         |                             |                                   |  |
| Čini v srbščini | Генерал General | Генерал-Потпуковник General-Potpukovnik | Генерал-Мајор General-Major | Бригадни Генерал Brigadni General |  |

Častniki
| Čini            | Polkovnik         | Podpolkovnik            | Major       | Stotnik 1. razreda                    | Stotnik         | Poročnik          | Podporočnik             |
| --------------- | ----------------- | ----------------------- | ----------- | ------------------------------------- | --------------- | ----------------- | ----------------------- |
|                 |                   |                         |             |                                       |                 |                   |                         |
| Čini v srbščini | Пуковник Pukovnik | Потпуковник Potpukovnik | Мајор Major | Капетан прве класе Kapetan prve klase | Капетан Kapetan | Поручник Poručnik | Потпоручник Potporučnik |

Podčastniki
| Čini            | Praporščak 1. razreda               | Praporščak          | Višji vodnik 1. razreda                       | Višji vodnik                  | Vodnik 1. razreda                   | Vodnik        |  |
| --------------- | ----------------------------------- | ------------------- | --------------------------------------------- | ----------------------------- | ----------------------------------- | ------------- |  |
|                 |                                     |                     |                                               |                               |                                     |               |  |
| Čini v srbščini | Заставник I класе Zastavnik I klase | Заставник Zastavnik | Старији Водник I класе Stariji Vodnik I klase | Старији Водник Stariji Vodnik | Водник прве класе Vodnik prve klase | Водник Vodnik |  |

Vojaki
| Čini            | Nižji vodnik              | Desetnik        | Poddesetnik         |  |
| --------------- | ------------------------- | --------------- | ------------------- |  |
|                 |                           |                 |                     |  |
| Čini v srbščini | Млађи водник Mlađi vodnik | Десетар Desetar | Разводник Razvodnik |  |

## Vojno letalstvo in zračna obramba Srbije
Generali
| Čini            | General         | Generalpodpolkovnik                     | Generalmajor                | Brigadni general                  |  |
| --------------- | --------------- | --------------------------------------- | --------------------------- | --------------------------------- |  |
|                 |                 |                                         |                             |                                   |  |
| Čini v srbščini | Генерал General | Генерал-Потпуковник General-Potpukovnik | Генерал-Мајор General-Major | Бригадни Генерал Brigadni General |  |

Častniki
| Čini            | Polkovnik         | Podpolkovnik            | Major       | Stotnik 1. razreda                    | Stotnik         | Poročnik          | Podporočnik             |
| --------------- | ----------------- | ----------------------- | ----------- | ------------------------------------- | --------------- | ----------------- | ----------------------- |
|                 |                   |                         |             |                                       |                 |                   |                         |
| Čini v srbščini | Пуковник Pukovnik | Потпуковник Potpukovnik | Мајор Major | Капетан прве класе Kapetan prve klase | Капетан Kapetan | Поручник Poručnik | Потпоручник Potporučnik |

Podčastniki
| Čini            | Praporščak 1. razreda               | Praporščak          | Višji vodnik 1. razreda                       | Višji vodnik                  | Vodnik 1. razreda                   | Vodnik        |  |
| --------------- | ----------------------------------- | ------------------- | --------------------------------------------- | ----------------------------- | ----------------------------------- | ------------- |  |
|                 |                                     |                     |                                               |                               |                                     |               |  |
| Čini v srbščini | Заставник I класе Zastavnik I klase | Заставник Zastavnik | Старији Водник I класе Stariji Vodnik I klase | Старији Водник Stariji Vodnik | Водник прве класе Vodnik prve klase | Водник Vodnik |  |

Vojaki
| Čini            | Nižji vodnik              | Desetnik        | Poddesetnik         |  |
| --------------- | ------------------------- | --------------- | ------------------- |  |
|                 |                           |                 |                     |  |
| Čini v srbščini | Млађи водник Mlađi vodnik | Десетар Desetar | Разводник Razvodnik |  |

## Rečna flotilja
Admirali
| Čini            | Admiral         | Viceadmiral               | Kontraadmiral                 | Komodor           |  |
| --------------- | --------------- | ------------------------- | ----------------------------- | ----------------- |  |
|                 |                 |                           |                               |                   |  |
| Čini v srbščini | Адмирал Admiral | Вице Адмирал Vice Admiral | Контра Адмирал Kontra Admiral | Комодрор Komodror |  |

Častniki
| Čini            | Kapitan bojne ladje                       | Kapitan fregate                 | Kapitan Korvete                 | Poročnik bojne ladje                         | Poročnik fregate                  | Poročnik korvete                  | Podporočnik             |
| --------------- | ----------------------------------------- | ------------------------------- | ------------------------------- | -------------------------------------------- | --------------------------------- | --------------------------------- | ----------------------- |
|                 |                                           |                                 |                                 |                                              |                                   |                                   |                         |
| Čini v srbščini | Капетан Бојног Брода Kapetan Bojnog Broda | Капетан Фрегате Kapetan Fregate | Капетан Корвете Kapetan Korvete | Поручник бојног борода Poručnik Bojnog Broda | Поручник Фрегате Poručnik Fregate | Поручник Корвете Poručnik Korvete | Потпоручник Potporučnik |

Podčastniki
| Čini            | Praporščak 1. razreda               | Praporščak          | Višji vodnik 1. razreda                       | Višji vodnik                  | Vodnik 1. razreda                   | Vodnik        |  |
| --------------- | ----------------------------------- | ------------------- | --------------------------------------------- | ----------------------------- | ----------------------------------- | ------------- |  |
|                 |                                     |                     |                                               |                               |                                     |               |  |
| Čini v srbščini | Заставник I класе Zastavnik I klase | Заставник Zastavnik | Старији Водник I класе Stariji Vodnik I klase | Старији Водник Stariji Vodnik | Водник прве класе Vodnik prve klase | Водник Vodnik |  |

Mornarji
| Čini            | Nižji vodnik              | Desetnik        | Poddesetnik         |  |
| --------------- | ------------------------- | --------------- | ------------------- |  |
|                 |                           |                 |                     |  |
| Čini v srbščini | Млађи водник Mlađi vodnik | Десетар Desetar | Разводник Razvodnik |  |

## Vojaška akademija
Podčastniki
| Čini            | Študent višji vodnik 1. razreda                               | Študent višji vodnik                          | Študent vodnik\|              |  |
| --------------- | ------------------------------------------------------------- | --------------------------------------------- | ----------------------------- |  |
|                 |                                                               |                                               |                               |  |
| Čini v srbščini | Студент Старији Водник I класе Student Stariji Vodnik I klase | Студент Старији Водник Student Stariji Vodnik | Студент Водник Student Vodnik |  |

Vojaki
| Čini            | Študent nižji vodnik                      | Študent desetnik                | Študent poddesetnik\|               |  |
| --------------- | ----------------------------------------- | ------------------------------- | ----------------------------------- |  |
|                 |                                           |                                 |                                     |  |
| Čini v srbščini | Студент Млађи водник Student Mlađi vodnik | Студент Десетар Student Desetar | Студент Разводник Student Razvodnik |  |

## Vojaške gimnazije
Vojaki
| Čini            | Učenec nižji vodnik                     | Učenec desetnik               | Učenec poddesetnik\|              |  |
| --------------- | --------------------------------------- | ----------------------------- | --------------------------------- |  |
|                 |                                         |                               |                                   |  |
| Čini v srbščini | Ученик Млађи водник Učenik Mlađi vodnik | Ученик Десетар Učenik Desetar | Ученик Разводник Učenik Razvodnik |  |